# 情報通信技術

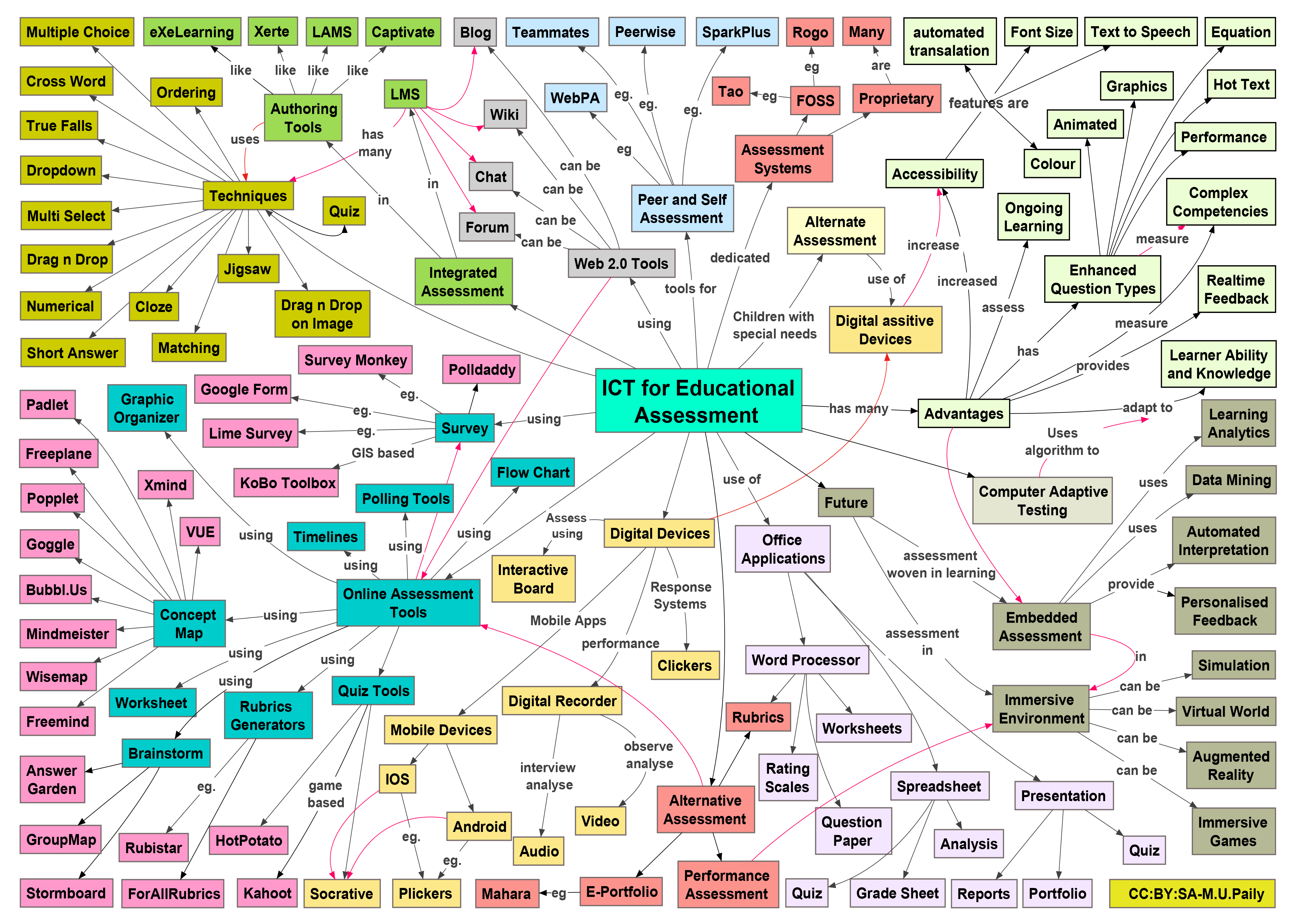
教育評価における情報通信技術（ICT）の活用に関するコンセプトマップ

情報通信技術（じょうほうつうしんぎじゅつ、英: Information and Communications Technology、略称：ICT）とは、情報技術（IT）を拡張した用語であり、ユニファイド・コミュニケーションの役割を強調し、電話線やワイヤレス信号による通信とコンピュータ、そして主要な企業アプリケーション、ミドルウェア、ストレージ、視聴覚システムなどを統合し、ユーザーが情報をアクセス、保存、送信、操作できるようにする技術である。
「ICT」という用語は、単一の配線またはリンクシステムを介する、コンピュータネットワークの、視聴覚ネットワークや電話網への技術的収束を指す単語としても使われる。配線や、信号分配、管理を単一のシステムに統一し、それを用いて電話網をコンピュータネットワークシステムに統合することには大きな経済的誘因がある。ICTは包括的な用語であり、その中にはラジオやテレビ、携帯電話、コンピュータ、ネットワークハードウェア、衛星システムなどのようなあらゆる通信機器と、テレビ会議や遠隔学習というような様々なサービスや機器を含む。
ICTは幅広い分野であり、そのコンセプトも進化している。デジタル形式で電子的に情報を保存、検索、操作、受信するすべての製品（例: パソコン、テレビ、電子メール、ロボットなど）がこの分野に含まれる。対人コミュニケーション技術とマスコミュニケーション技術の理論的な違いは、哲学者のPiyush Mathurによって定義されている。21世紀のICT専門家のためのコンピテンシーを記述し、管理するモデルの一つにSkills Framework for the Information Ageがある。

## 語源
「情報通信技術」という言葉は、研究者の間で1980年代から使われている。「ICT」という略語は、1997年にデニス・スティーヴンソンによるイギリス政府への報告書の中で使用された後、2000年にイギリスの教育カリキュラムで使用されたことで広く知られるようになった。しかし、2012年に、王立学会は「あまりに多くの否定的意味合いを含む」として、イギリスの学校における「ICT」という用語の使用を中止すべきであると勧告した。イギリスの教育カリキュラムでは2014年から「コンピューティング」という単語が使われるようになったが、これはカリキュラムにプログラミングが追加されたことを反映したものである。
この言葉のバリエーションは世界中に広まっている。国連は、「国連ICTタスクフォース」と、内部に「ICT局」を設立した。

## 収益
2017年には全世界で3.8兆米ドルがITに費やされていると推定され、2009年以降は年率最大5%で増加している。2018年のICT全体の成長率は5%と推定されている。新技術の分野（IoT、ロボット工学、AR・VR、AI）では、最大の成長率である16%が予想されている。
アメリカ連邦政府の2014年度IT予算は820億ドル近くであった。企業収益に対するIT費用の割合は、2002年以降50%増加しており、IT予算を圧迫している。現在の企業のIT予算を見てみると、75%が「電源を入れっぱなしにする」ための経常出費、25%が技術開発のための新たな取り組みにかかる費用である。
IT予算の平均的な内訳は以下の通り。
- 31% 人件費（内部）
- 29% ソフトウェア費用（外部、購買部門）
- 26% ハードウェア費用（外部、購買部門）
- 14% 外部サービス費用（外部、サービス）

2022年には6兆米ドル強が費やされると推定されている。

## 技術的容量
世界の保存できる情報の技術的容量は、1986年の2.6エクサバイト（最適圧縮）から、1993年に15.8エクサバイト、2000年に54.5エクサバイト超、2007年に295エクサバイト（最適圧縮）、2014年に約5ゼタバイトと増加してきた。2007年の数字はCD-ROMを地球から月まで重ねた分の1.25倍、2014年の数字は印刷した本を地球から太陽まで重ねた分の4,500倍に相当する情報量である。
世界の一方向の放送ネットワークで受信できる情報の技術的容量は、1986年は432エクサバイト（最適圧縮）、1993年は715エクサバイト（最適圧縮）、2000年は1.2ゼタバイト（最適圧縮）、2007年は1.9ゼタバイトであった。
世界の双方向の通信ネットワークで交換できる情報の実効容量は、1986年は281ペタバイト（最適圧縮）、1993年は471ペタバイト、2000年は2.2エクサバイト（最適圧縮）、2007年は65エクサバイト（最適圧縮）、そして2014年には約100エクサバイトであった。
世界の汎用コンピュータによる情報計算の技術力は、1986年の3.0×108 MIPSから2007年は6.4×1012 MIPSに増加している。

## OECD加盟国のICTセクター
下表は2013年の総付加価値に占めるICTセクターのシェアの割合順にOECD加盟国を並べたものである。
| 順位 | 国             | ICTセクター（%） | 相対サイズ |
| ---- | -------------- | ---------------- | ---------- |
| 1    | 韓国           | 10.7             | 10.7       |
| 2    | 日本           | 7.02             | 7.02       |
| 3    | アイルランド   | 6.99             | 6.99       |
| 4    | スウェーデン   | 6.82             | 6.82       |
| 5    | ハンガリー     | 6.09             | 6.09       |
| 6    | アメリカ       | 5.89             | 5.89       |
| 7    | インド         | 5.87             | 5.87       |
| 8    | チェコ         | 5.74             | 5.74       |
| 9    | フィンランド   | 5.60             | 5.6        |
| 10   | イギリス       | 5.53             | 5.53       |
| 11   | エストニア     | 5.33             | 5.33       |
| 12   | スロバキア     | 4.87             | 4.87       |
| 13   | ドイツ         | 4.84             | 4.84       |
| 14   | ルクセンブルク | 4.54             | 4.54       |
| 15   | スイス         | 4.63             | 4.63       |
| 16   | フランス       | 4.33             | 4.33       |
| 17   | スロベニア     | 4.26             | 4.26       |
| 18   | デンマーク     | 4.06             | 4.06       |
| 19   | スペイン       | 4.00             | 4          |
| 20   | カナダ         | 3.86             | 3.86       |
| 21   | イタリア       | 3.72             | 3.72       |
| 22   | ベルギー       | 3.72             | 3.72       |
| 23   | オーストリア   | 3.56             | 3.56       |
| 24   | ポルトガル     | 3.43             | 3.43       |
| 25   | ポーランド     | 3.33             | 3.33       |
| 26   | ノルウェー     | 3.32             | 3.32       |
| 27   | ギリシャ       | 3.31             | 3.31       |
| 28   | アイスランド   | 2.87             | 2.87       |
| 29   | メキシコ       | 2.77             | 2.77       |

## ICT Development Index
世界各国のICTの利用、アクセス状況はICT Development Indexによってランク付けし、比較することができる。2014年、ITU（国際電気通信連合）はIDIの最新ランキングを発表し、デンマークが1位、韓国が2位であった。ITUは、「ランキングの上位30か国には生活の質が高く高所得な、ヨーロッパや他の地方の国、つまりオーストラリアやバーレーン、カナダ、日本、マカオ（中国）、ニュージーランド、シンガポール、アメリカといった国が含まれている。また、今年調査を行ったほとんどの国でIDIの向上が見られた。」と発表している。

## WSISプロセスとICT開発の目標
2001年12月21日、国連総会において、今日の情報社会が直面している機会や課題について議論するための世界情報社会サミット（WSIS）の開催を支持する決議56/183が承認された。この決議によると、このサミットはミレニアム開発目標を達成するためのICTの実装という、国連ミレニアム宣言の目標に関連付けられたものである。また、これらの目標を達成するために、政府だけでなく市民社会や民間部門といったすべてのステークホルダーを活用するマルチステークホルダー・アプローチを強調した。
ICTを世界中のあらゆる居住地域に定着、拡大させるため、「2015年こそが2000年に世界の指導者たちが合意した国連ミレニアム開発目標（MDGs）の達成期限である」とした。

## 教育において

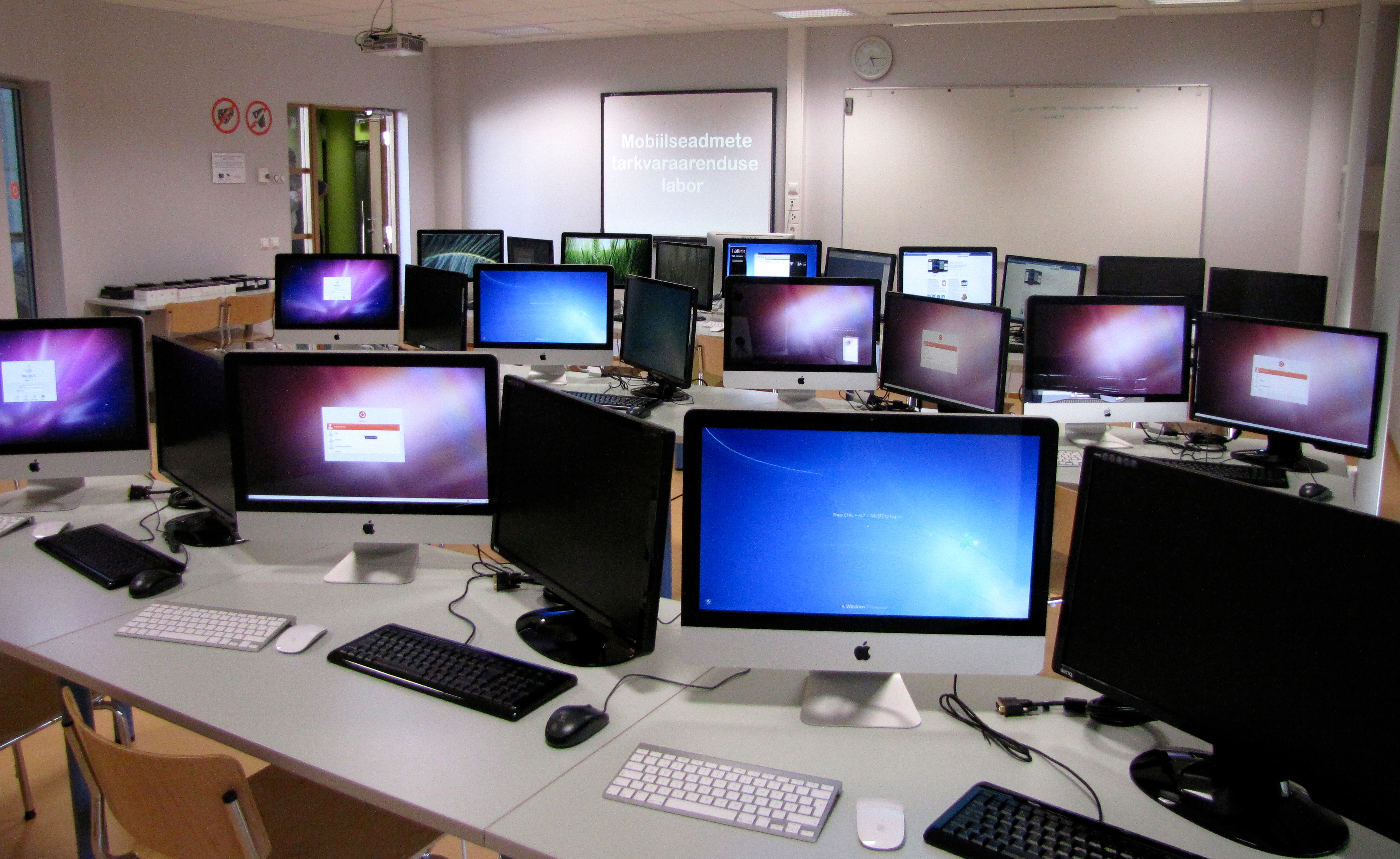
今日の社会においては、教室にコンピュータが急速に導入されるなど、コンピュータ中心のライフスタイルが増え続けている。

国連の一組織である国連教育科学文化機関（ユネスコ）は、教育の公平性や提供性を確保するための取り組みの一環として、ICTを教育に導入することを掲げている。以下は、教育におけるICTに関するユネスコの刊行物を引用したものであり、この取り組みに対するユネスコの立場を説明している。
情報通信技術は教育への普遍的なアクセスや教育の公平性、質の高い学習や教育の提供、そしてより効率的な教育の管理、ガバナンス、行政に貢献できる技術である。ユネスコは教育におけるICTを推進するために、全体的かつ包括的なアプローチをとっている。主な課題にはアクセス性、一体性、品質がある。教育におけるICTのための部門間プラットフォームにおいては、通信・情報部門、教育部門、科学部門の三部門の共同作業を通じてこれらの問題に焦点を合わせている。

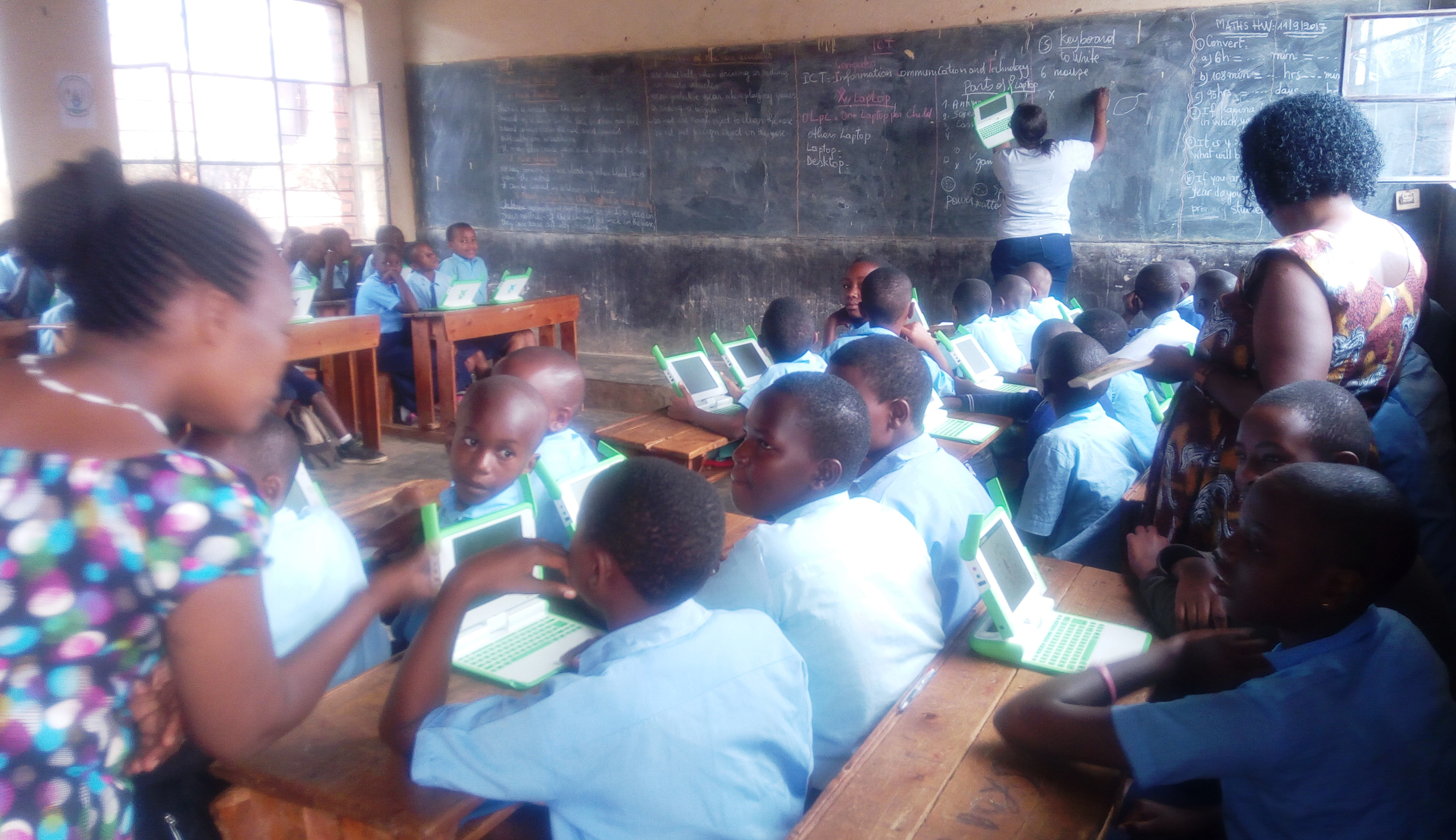
ルワンダの学校で使用されているOLPCラップトップ

コンピュータの力で教育や学習を向上させ、改革しているにもかかわらず、教師がICTを日々の学習に適切に導入しているという証拠がほとんどないまま資金の増加や技術の進歩が起こるという、不適切な実装の問題が蔓延している。より伝統的な教育方法への信念や教育におけるコンピュータに対する個人の態度、教師自身のコンピュータの使いやすさやコンピュータを使う能力といった内在的な障壁が、結果として教室でのICTの導入の有効性に差をもたらしている
。
教育において効果的にするためには、ICTを教育学と完全に統合しなければならないとする証拠がある。具体的には、文字や数学を教える際、Writing to LearnとICTを組み合わせて使うほうが伝統的な方法のみの場合やICTのみの場合に比べてより良い結果を得られる。

### 難民向けモバイル学習
学校環境は、言語学習を促進する上で重要な役割を果たしている。しかし、言語や文字の壁が、難民がキャンプの外の学校に通う妨げになっている。
モバイル学習による言語学習アプリは、言語学習のための重要なツールである。モバイルという手段により、識字能力開発、外国語学習、翻訳という3つの主な分野で難民の言語と文字の問題を解決することができる。  難民や移民が新しい言語と新しい社会に身を投じる際には、コミュニケーションの実践が重要な資産となるため、モバイル技術は重要である。 優れたデザインのモバイル言語学習アクティビティでは、難民と主流の文化を結びつけ、実際の文脈での学習を支援する。

### 途上国

#### アフリカ

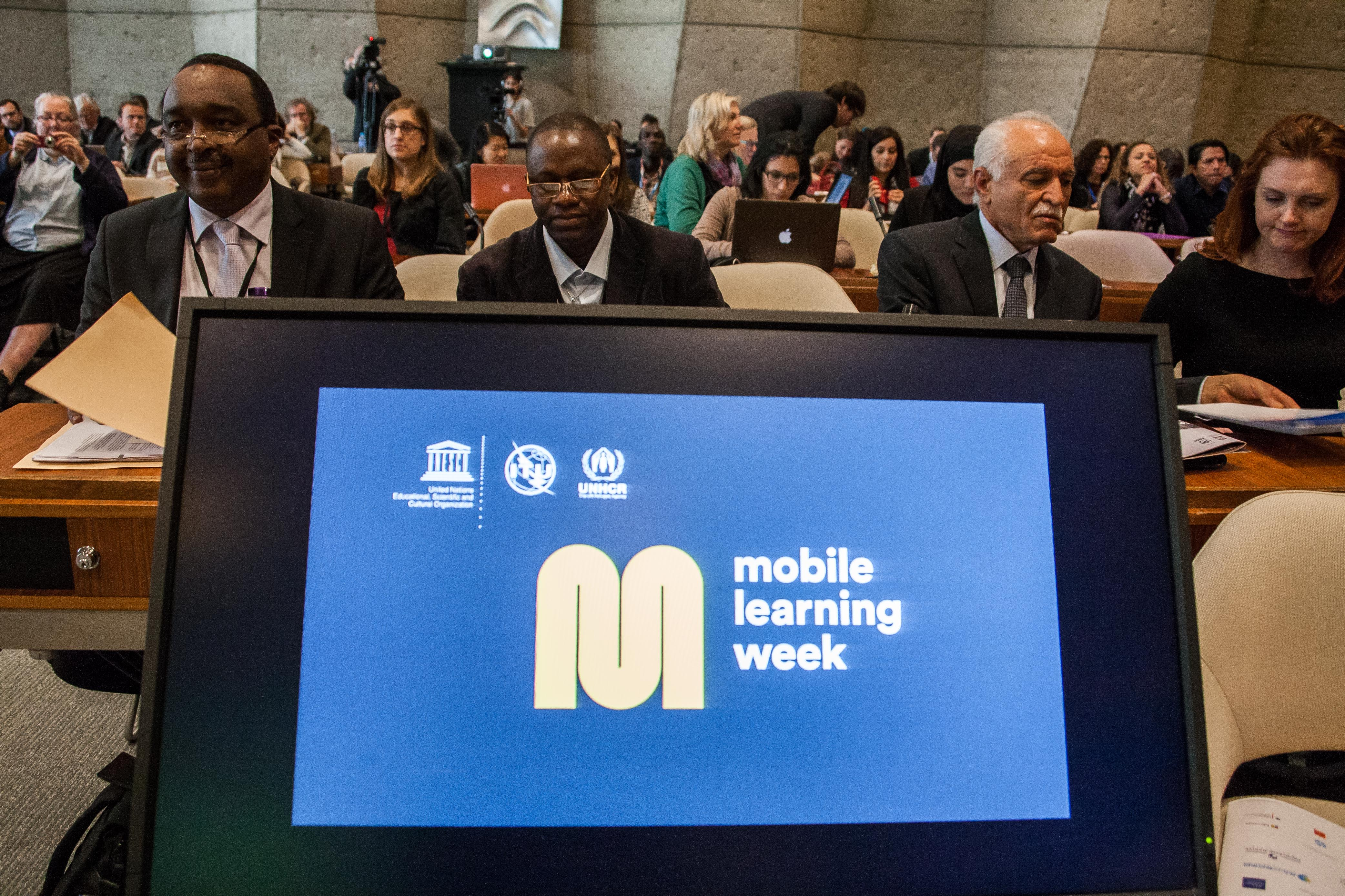
2017年3月に行われたユネスコのMobile Learning Weekにおいて、mラーニングに関する政策フォーラムのために会合している代表者

サブサハラアフリカでは、1960年代から教育の向上を目的としてICTが導入されている。テレビやラジオが始まったことで、教育の範囲が教室から家庭へ、そして従来の教室では届かなかった地域にまで広がった。技術が進化し、広く使われるようになるにつれ、サブサハラアフリカでの取り組みも拡大していった。1990年代には、生徒と教師の両方が教室でコンピュータを使うことに慣れることを目的とし、学校にコンピュータのハードウェアとソフトウェアを導入する大規模な取り組みが行われた。それ以来、複数のプロジェクトがこの地域でのICTの普及拡大を継続させるようつとめた。その中には、2015年までに240万台以上のラップトップを約200万人の生徒や教師に配布したOne Laptop Per Child（OLPC）プロジェクトも含まれている。
mラーニングと呼ばれることが多い教室でのICTの導入によって、サブサハラアフリカでは教育者の手の届く範囲を広げ、生徒の成長を見守る能力が向上した。特に、この取り組みでは携帯電話が重要視された。この地域では携帯電話の利用が普及しており、インターネット回線よりも携帯電話回線の方が広い範囲をカバーしている。携帯電話は生徒や教師、保護者にとって身近なものであり、コミュニケーションを増やしたり教材へのアクセスを可能にしたりできる。mラーニングは生徒にとってメリットがあるだけでなく、教員にとっても良い研修の機会になり、教育エリア全体でより一貫したカリキュラムを提供することに繋がる。2011年から、ユネスコはmラーニングの取り組みを議論するために関係者を集めることを目的とし、Mobile Learning Weekというシンポジウムを毎年開催している。
導入に課題が無いわけではない。サブサハラアフリカでは他の途上国に比べるとはるかに急速に携帯電話やインターネットの利用が普及しているが、先進国と比べるとまだ遅く、スマートフォンの普及率は2017年で20%にしか達していないと予想されている。加えて、教育へのアクセスにはジェンダー的、社会的、地政学的な障壁があり、深刻度も国によって大きく異なる。サブサハラ全体では、2012年に2960万人の子供が学校に通っていなかったが、これは地理的な格差だけでなく、政治的な不安定、社会的規範の重要性、社会的構造、ジェンダーの不平等などが原因である。学校に行けたとしても、教師の能力・研修・準備、教材へのアクセス、情報管理の不足といった壁に直面する。

## 現代のICT
現代社会では、ICTは常に存在し、30億人以上の人々がインターネットにアクセスしている。インターネットユーザのおよそ10人に8人がスマートフォンを所有しており、情報やデータは飛躍的に増加している。この急速な成長により、特に途上国ではICTが日常生活の要となっており、テクノロジーが欠けると、事務や仕事、日常生活のほとんどが機能不全になる。2014年に発表された権威あるデータによると、「2014年のインターネット使用率は世界全体で6.6%（先進国3.3%、途上国8.7%）であり、着実に増加している。直近5年間（2009年から2014年）で途上国のインターネット使用者数は倍増しており、現在のインターネット人口の3分の2は途上国に住んでいる」とされている。
しかし、ハードルは高い。「まだインターネットを利用していない43億人のうち、90%が途上国に住んでいる。25億人の人々が暮らす42か国の最小接続国（LCC）ではほとんどの場合、特に大規模な農村人口にとってはICTは手の届かないものである。」ICTは一部の国では未だ浸透しておらず、途上国の多くでは電話回線、特に携帯電話回線やデータの電子的な伝送手段といったインターネット設備が不足している。2014年の「Measuring the Information Society Report」では、「複数の契約をしている人々が多いため、世界的に使用率が伸びていても、それがピラミッドの最下層の人々の接続性が向上しているということを示すわけではない。世界では推定4億5000万人がいまだに携帯電話サービスを利用できない地域に暮らしている」とあるように、先述の携帯電話利用率の増加は表面的なものであると慎重に判断している。
好意的にとれば、「2015年こそが2000年に世界の指導者たちが合意した国連ミレニアム開発目標（MDGs）の達成期限であり、新しいデータによってICTの進歩と目標までの残りが示される」とした15年間で、インターネットへのアクセスと携帯電話普及率の差は大幅に減少している。ナノテクノロジーがICTエレクトロニクスやICTガジェットを先導し、ICTは新しい形を取り続けている。現代の電子機器の世界に対応した最新版ICTとして、Apple Watchのようなスマートウォッチ、Nike+ FuelBandのようなスマートリストバンド、Google TVのようなスマートテレビなどがある。デスクトップが前時代の産物となりつつあり、またラップトップが最も良いコンピューティングの方法になりつつある中で、ICTは変わり続ける世界の一部となり、それ自身も変化し続けている。
情報通信技術は、今日の新しい社会運動の中で、加速多元主義を促進する役割を果たす。これに批判的なBruce Bimberは、インターネットは「課題群の形成と実行のプロセスを加速させるものである」とし、この新しい現象を説明するために加速多元主義という用語を造語した。また、Bruce BimberはICTを「社会運動を可能にし、独裁者に力を与える」ツールであり、事実、社会の変化を促進していると発言。政治的な言説や国家政策への直接的な介入を可能にするだけでなく、政府による国民の不満の対処法を変えることも出来るインターネットのおかげで、ICTを大義のために草の根の支持を集めることにも使うことができる。さらに、家庭内でのICTは、女性がパートナーからの暴力の正当化を拒否することとも関連する。2017年に発表された研究によると、これは「特に伝統的なジェンダー観が対照的である、文化的に保守的な地域においては、ICTによって女性が異なる生き方や、社会や家庭における女性の役割について触れることができる」ためである。（上記、Bruce Bimberの内容が日本語になってない文章なので修正が必要。）

## ICTへのアクセスモデル
マーク・ヴァルシャウアー教授は、ICTへのアクセシビリティを分析するための「アクセスモデル」の枠組みを定義している。彼は著書『Technology and Social Inclusion: Rethinking the Digital Divide』の第2章において、デバイス、コンジット、リテラシーの3つのICTへのアクセスのモデルについて述べている。ICTのアクセスについて記述するうえでデバイスとコンジットは最も一般的であるが、3つ目のアクセスモデルであるリテラシーがなければICTへの有意義なアクセスをするには不十分である。これら3つのモデルを組み合わせることで、2005年にBridges.orgという非営利団体が構想したICT利用の「真のアクセス」基準12個を大まかに取り入れている。12個の基準は以下の通り。
1. テクノロジーへの物理的アクセス
2. テクノロジーの妥当性
3. テクノロジー及びその利用のコストの低さ
4. 人間の能力とトレーニング
5. 地域に密着したコンテンツ、テクノロジー、サービス
6. 日常生活への統合
7. 社会文化的要素
8. テクノロジーへの信頼
9. 地域的な経済環境
10. 巨視的な経済環境
11. 法的規制の枠組み
12. 政治的意思と国民の支持

### デバイス
ヴァルシャウアーの理論において、最もわかりやすいアクセスモデルはデバイスである。このモデルにおいて、アクセスは単に電話やコンピュータなどのデバイスの所有と定義される。ヴァルシャウアーは、ソフトウェアや通信アクセス、コンピュータ利用に関する知識格差、一部の国における政府規制の役割など、所有にかかる追加コストを考慮することができないなど、多くの欠陥がこのモデルにはあると指摘している。したがって、デバイスを考慮するだけでは情報格差を過小評価してしまうとヴァルシャウアーは主張する。例えば、ピュー研究所はアメリカ人の96%がスマートフォンを持っていると発表しているが、アメリカにおけるICTへの包括的なアクセスはその数字よりもはるかに低い可能性が高いと、この分野の学者の多くが主張している。

### コンジット
コンジットは供給回線、つまりICTにおいては電話回線やインターネット回線への接続を必要とする。供給にアクセスするためには、営利企業や地方自治体が適切にインフラへ投資することが必要であり、回線が整備された後は利用者からの定期的な支払いが必要になる。このため、通常はコンジットが地理的な位置に基づいて人々を分けている。ピュー研究所の世論調査によると、地方部のアメリカ人は他のアメリカ人よりもブロードバンド環境を持つ可能性が12%低く、そのためデバイスを所有している可能性も低い。さらに、低所得者層がICTにアクセスするにはこれらのコストが法外に高すぎる可能性がある。これらの困難はモバイル技術の転換につながった。すなわち、ブロードバンド接続を購入する人が減り、代わりに図書館などの公共施設で無料で利用できるインターネットアクセスを使ってスマートフォンを使う人が増えた。実際問題スマートフォンは増加しており、アメリカ人の37%はスマートフォンをインターネットにアクセスする主要な手段として使っており、アメリカ人の96%がスマートフォンを所有している。

### リテラシー

ICTスキルを持つ人の割合（2017年）

1981年、シルヴィア・スクリブナーとマイケル・コールは、独自の言語を持つリベリアのヴァイ族を研究した。ヴァイ族の識字者のおよそ半数は正式な学校教育を受けたことがなかったため、スクリブナーとコールは1,000人以上の被験者を対象に、非識字者と識字者の精神的能力を測定、比較することができた。この研究は、彼女らの著書『The Psychology of Literacy』の中でまとめられ、リテラシーの格差が個人レベルで存在しているか研究することができた。ヴァルシャウアーは、ICTアクセスモデルの一部として、この研究をICTリテラシーに応用した。
スクリブナーとコールはヴァイ族のリテラシーから一般化可能な認知的利点を見出すことはできなかった。代わりに、認知課題における個人差は学校教育や生活環境などの他の要因によるものであるということを発見した 。その結果、「人間を認知的に二分するような、リテラシーの単一の構成要素は存在しない。（中略）むしろ、リテラシーには程度や種類があり、リテラシーを実践する特定の機能と密接に関連したさまざまな利点がある」ということが示唆された。さらに、リテラシーと社交性の発達は密接にかかわっており、個人レベルでのリテラシーの格差は存在しない。

ヴァルシャウアーはスクリブナーとコールの研究を引き合いに出し、ICTリテラシーとリテラシーの獲得はどちらも狭い認知能力ではなくリソースを必要とするため、同じように機能すると主張する。以下に詳述するリテラシーに関する結論は、情報格差とICTアクセスに関する理論の基礎となっている。
ICTアクセスは1種類ではなく、多くの種類がある。アクセスの意味や価値は社会的文脈によって変化する。アクセスは二項対立ではなく、段階的に存在する。コンピュータやインターネットの利用はその特定の機能以外には自動的に利益をもたらすものではない。ICTの利用は物理的な人工物やコンテンツ、能力、社会的なサポートを含む、社会的実践である。そして、ICTアクセスの習得は、教育だけの問題ではなく、力の問題でもある。
したがって、ヴァルシャウアーは、ICTへのアクセスはデバイスやコンジットのみでは成り立たず、物理的、デジタル的、人的、社会的資源も活用しなければならないと結論付けた。これらのカテゴリーの資源は、それぞれICTの利用と反復的な関係がある。もしICTがうまく活用されれば、これらの資源も促進されるが、うまく活用されなければ、開発不足と排除のサイクルに寄与することになる。